# Sigifredo Noriega Barceló
Sigifredo Noriega Barceló (ur. 21 października 1949 w Granados) – meksykański duchowny rzymskokatolicki, od 2012 biskup Zacatecas.

## Życiorys
Święcenia kapłańskie przyjął 7 października 1976 i został inkardynowany do diecezji Ciudad Obregón. Był m.in. ojcem duchownym i rektorem niższego seminarium, diecezjalnym duszpasterzem rodzin oraz wikariuszem generalnym diecezji.
26 stycznia 2007 został prekonizowany biskupem nowo powstałej diecezji Ensenada. Sakry biskupiej udzielił mu 25 kwietnia 2007 abp Rafael Romo Muñoz.
2 sierpnia 2012 otrzymał nominację na biskupa Zacatecas, zaś dwa miesiące później kanonicznie objął rządy.